# ناوچه دونگوان
ناوچه دونگوان (به انگلیسی: Chinese frigate Dongguan) یک کشتی است که طول آن ۱۰۳٫۲۲ متر (۳۳۸ فوت ۸ اینچ) می‌باشد.